# Зокирзода, Махмадтоир Зоир
Зокирзода Махмадтоир Зоир (тадж. Зокирзода Маҳмадтоир Зоир) — таджикский государственный и политический деятель, председатель Палаты Представителей Высшего Собрания Республики Таджикистан (с 2020 по 2025 год) и председатель Совета Высшего Собрания Республики Таджикистан.

## Биография
Родился 5 июля 1956 года в Раштском районе Таджикской ССР.
В 1985 году окончил Целиноградский сельскохозяйственный институт.
Трудовую деятельность начал в качестве инженера-землеустроителя Проектного института «Таджикгипрозем», далее работал на должности ведущего инженера, руководителя надзорной группы технологического отдела, главного инженера Проектного института «Таджикгипрозем» главного специалиста отдела агропромышленного и продовольственного комплекса Управления делами Кабинета министров Республики Таджикистан, сельскохозяйственного отдела, отдела агропромышленного комплекса Управления делами Совета министров Республики Таджикистан, главного специалиста агропромышленного комплекса Исполнительного аппарата Президента Республики Таджикистан, Генерального директора Национального космического, геодезического и картографического агентства при Правительстве Республики Таджикистан «Таджиккосмос», Председателя Комитета по чрезвычайным ситуациям и гражданской обороне при Правительстве Республики Таджикистан, Директора Агентства по землеустройству, геодезии и картографии при Правительство Республики Таджикистан.
С 2010 по 2015 годы работал на должности Председателя Государственного комитета по землеустройству и геодезии Республики Таджикистан.
С 2016 по 2020 год работал на должности заместителя Премьер-министра Республики Таджикистан.

## Награды
- Медаль «Хизмати шоиста».
- Орден Дружбы (30 декабря 2022 года, Россия) — за большой вклад в развитие дружбы и сотрудничества между Российской Федерацией и Республикой Таджикистан[1].
- Юбилейная медаль «20-летие государственной независимости Республики Таджикистан».